# كتلة الاقتصاديون
كتلة الاقتصاديون هي حزب سياسي ليبرالي في البحرين يمثله ثلاثة نواب في مجلس النواب من 2002 إلى 2006 لكنه خسر جميع مقاعده في الانتخابات العامة عام 2006.
كان الحزب أكثر المدافعين عن حقوق الإنسان وإرساء الديمقراطية واقتصاد السوق الحر في مجلس النواب. لأن التحدي الرئيسي للقيم الليبرالية يأتي من الإسلاميين فإن الحزب غالبا ما وجد نفسه في تحالف فعلي مع الشيوعيين السابقين في الكتلة الديمقراطية (حزب آخر خسر جميع مقاعده في انتخابات 2006).
على الرغم من دعم الحكومة بشكل عام فإنها لم تكن كذلك على نحو غير نقدي. حمل الحزب حملة للتعويض عن الذين عانوا من انتهاكات حقوق الإنسان الماضية حيث قدم رئيس الحزب جاسم عبد العال النائب إلى رئيس مجلس النواب خليفة الظهراني. قال عبد العال أن المصلحة الوطنية تتطلب إغلاق ملف حقوق الإنسان للخير بين القيادة والحكومة والمتضررين.
عضو بارز آخر هو المحامي فريد غازي وهو أيضا ناشط في جمعية المنتدى الليبرالية للفكر. حث فريد غازي الليبراليين على فرض إرادتهم على الجمهور المحافظ مضيفا أنه ليس النهج الصحيح سياسيا وأخلاقيا. قال: «يجب أن نجد أرضية مشتركة مع العنصر المحافظ بدلا من مجرد الجلوس على حصان عال ونقول لهم أن طريقنا هو الطريق الصحيح».